# Draymond Green
Draymond Jamal Green Sr. (født 4. marts 1990) er en amerikansk professionel basketballspiller, som spiller for NBA-holdet Golden State Warriors.
Green har spillet hele sin NBA-karriere hos Golden State og har vundet fire mesterskaber med holdet. Han har også vundet Defensive Player of the Year i 2017 og har været med på fire All-Star hold. Green har desuden været med på det amerikanske landshold som vandt guld ved OL i 2016 og igen ved OL i 2020.

## Spillerkarriere

### Golden State Warriors

#### Draft og første år
Green blev valgt med det 35ende valg af Warriors ved draften i 2012. Green har igennem sin karriere sagt, at blive valgt så sent i draften har været en motivation for ham, og han udenad kan nævne navnene på de 34 spillere som blev valgt før ham.
Green spillede en mindre rolle i sin debutsæson, men imponerede i sin korte tid på banen. Green tabte sig 10 kg før sin anden sæson, og dette vægttab betalte sig af, da Green spillede endnu bedre, og fik en større rolle på holdet, dog var han stadig bænkspiller i størstedelen af kampene.

#### Gennembrud
2014-15 sæsonen ville blive Draymonds gennembrud. Dette var især på grund af en skade til David Lee, som gjorde at Green blev starter på holdet. Han gjorde det godt som starter, og efter sæsonen sluttede, kom han på andenpladsen i afstemningerne til både Defensive Player of the Year og Most Improved Player. Green spillede også en vigtig rolle i slutspillet, da Warriors nåede hele vejen til finalen, og vandt over Cleveland Cavaliers.
Green havde sin bedste scoringssæson i 2015-16, og kom for første gang på All-Star holdet. Warriors kom igen i finalen, men tabte denne gang til Cavaliers.
Green kom igen på All-Star holdet for 2016-17, trods en reduceret offensiv rolle på grund af Kevin Durants skifte til Golden State. Warriors marcherede igen til finalen, og spillede igen imod Cavaliers, men vandt denne gang. 2017-18 var meget af det samme, da han igen kom på All-Star holdet, og Warriors igen slog Cavaliers in finalen.
Green begynde ved 2018-19 sæsonen at døje med nogle skader, og især hans scoring faldt som resultat. Green kom ikke med på All-Star holdet. Warriors kom for femte år i streg i NBA finalen, men denne gang var meget skadesplaget, og tabte til Toronto Raptors.
Langvarige skader til både Klay Thompson og Stephen Curry de næste to sæsoner resulterede i, at Warriors ikke kom med i slutspillet over de to sæsoner. Green døjede også selv med skader, og trods sit gode forsvar, har ikke kunne dække ind for Thompson og Curry når det kommer til at score.
2021-22 sæsonen blev et retur til form for Golden State og Green, og det resulterede i, at Green blev valgt til All-Star holdet for første gang siden 2018. Warriors vendte tilbage til slutspillet, og han spillede en stor rolle i, at Warriors vandt deres fjerde mesterskab med Green på holdet, da de slog Boston Celtics i finalen.

## Landsholdskarriere
Green har været involveret på forskellige niveauer med USA's basketballlandshold siden 2011.
Han var med på holdet til OL 2016 i Rio de Janeiro. Her var amerikanerne store favoritter, idet holdet ikke havde tabt en kamp i ti år og var således forsvarende OL-mestre fra 2012 og Sommer-OL 2008. Holdet vandt da også sin indledende pulje, selv om det blev til tætte kampe mod både Serbien og Frankrig. I knockoutfasen blev det først en sikker sejr over Argentina, derpå en mere tæt sejr over Spanien, inden finalen blev et nyt møde med Serbien. Men i modsætning til i indledende runde vandt amerikanerne meget overbevisende med 95-66, så facit blev guld til USA, sølv til Serbien og bronze til Spanien.
Han var igen med på det amerikanske hold til OL 2020 i Tokyo (afholdt i 2021). Her bestod indledende runde for første gang af fire puljer à fire hold, og USA var knap så store favoritter, som de tidligere havde været. Holdet indledte med at tabe til Frankrig, men vandt de to øvrige kampe og var dermed klar til knockout-fasen. Holdet virkede til at blive stærkere, som turneringen skred frem, og det vandt kvartfinalen over Spanien, derpå semifinalen over Australien, inden de i finalen igen stod over for Frankrig. Kampen blev ret tæt, men i anden halvleg var det med USA i spidsen hele tiden, og holdet genvandt guldet med en sejr på 87-82, mens Frankrig fik sølv og Australien bronze efter sejr i kampen om tredjepladsen.

## Kontroverser
I sine 12 år i NBA er Green 18 gange blev udvist på grund af farligt spil eller andre grove overtrædelser af spillets regler.
Fem gange har det medført karantæner af vekslende længde, i november 2023 for at have taget kvælertag på modspilleren Rudy Gobert og i december 2023 for et voldsomt slag mod Jusuf Nurcic.
I 2022 under en pause i træningssalen tildelte han medspilleren Jordan Poole voldsomme slag i ansigtet.